# Gobierno y política de Vanuatu

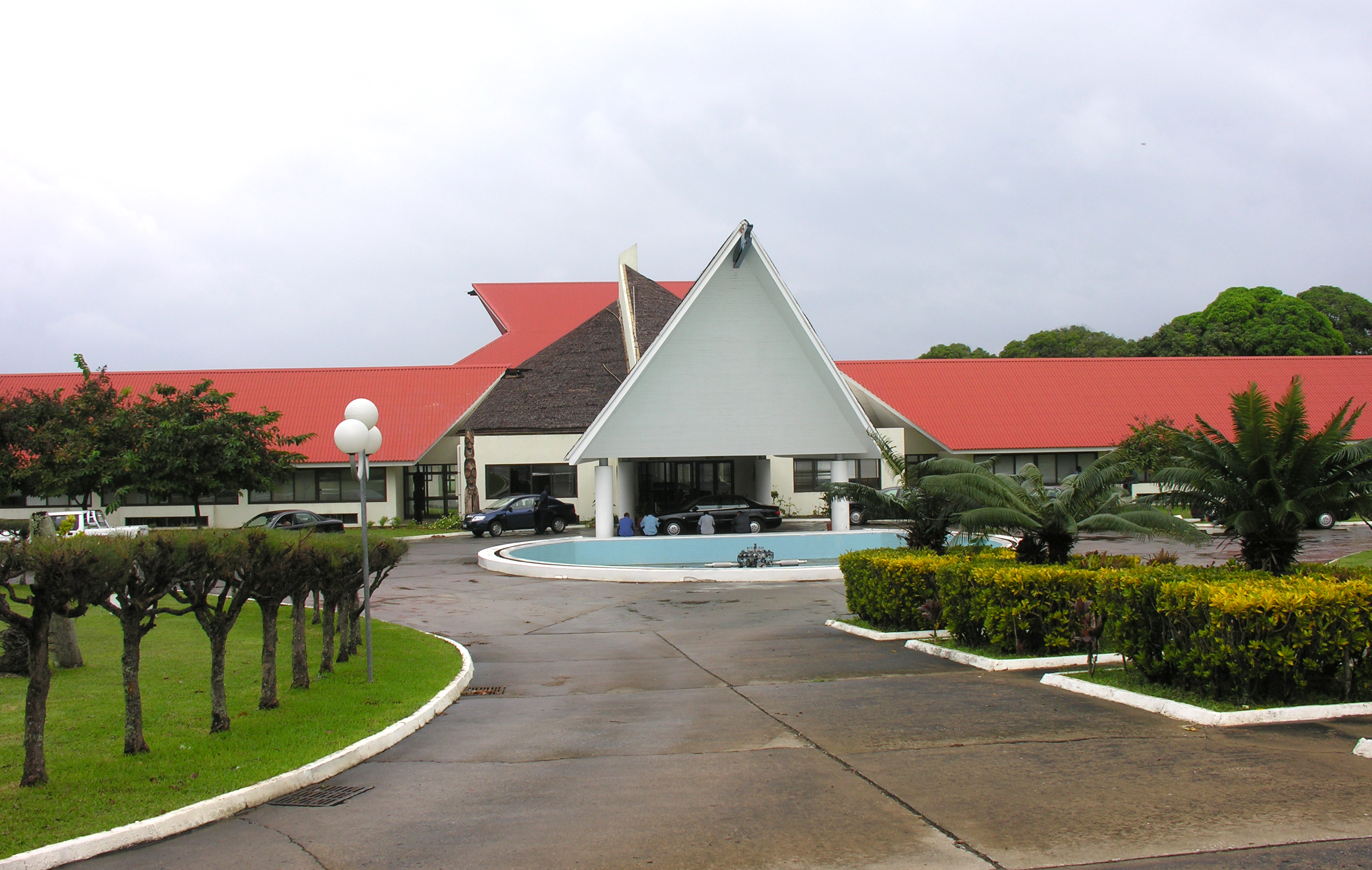
Parlamento de Vanuatu en Port Vila

El gobierno y política de Vanuatu se desarrolla en el marco de una república democrática representativa parlamentaria pluripartidista, en la cual el primer ministro de Vanuatu es el jefe de Gobierno y el Presidente de Vanuatu es el jefe de Estado. El poder ejecutivo es ejercido por el gobierno. El poder legislativo es compartido por el parlamento y el gobierno. El poder judicial es independiente tanto del poder legislativo como del poder ejecutivo.
El gobierno y la sociedad de Vanuatu, incluida la política, tienden a estar divididos por las diferencias lingüísticas, ya que el país tiene una parte de población francófona y otra parte anglófona. Por ello, debido a las diferencias entre los hablantes de inglés y de francés, la formación de gobiernos de coalición ha sido en ocasiones problemática.

## Poder ejecutivo
La constitución creó un sistema político republicano liderado por un presidente con atribuciones principalmente de carácter ceremonial, el cual es elegido por una mayoría de dos tercios en un colegio electoral integrado por los miembros del parlamento y los presidentes de los consejos regionales. El presidente ostenta el cargo en periodos de 5 años, pudiendo ser destituido por el colegio por conducta impropia o incapacidad.
El primer ministro es el jefe de Gobierno. Es elegido por mayoría absoluta por el parlamento. El primer ministro electo nombra a su consejo de ministros, cuyo número no puede ser mayor de un cuarto de los miembros parlamentarios. La unión del primer ministro y el consejo de ministros forman el gobierno ejecutivo del país.

### Cargos actuales
| Puesto          | Nombre              | Partido                       | Desde                 |
| --------------- | ------------------- | ----------------------------- | --------------------- |
| Presidente      | Nikenike Vurobaravu | Vanua'aku Pati                | 23 de julio de 2022   |
| Primer ministro | Jotham Napat        | Partido de Líderes de Vanuatu | 11 de febrero de 2025 |

## Poder legislativo
El Parlamento de Vanuatu se compone de 52 escaños, elegidos en legislaturas de cuatro años, a no ser que sea disuelto por una mayoría de tres cuartos en una votación al efecto, o el presidente emita una directiva para disolverlo a petición del primer ministro. El Consejo de Jefes, llamado Malvatu Mauri y elegido por los consejos de distritos, aconseja al gobierno en asuntos referentes a la lengua y cultura vanuatuense.

## Poder judicial
El Tribunal Supremo está compuesto de un presidente y hasta tres otros jueces. Dos o más miembros del tribunal pueden constituir un tribunal de apelación. Los tribunales magistrados se encargan de la gran mayoría de los asuntos legales rutinarios. El sistema legal está basado en las leyes británicas. La constitución también prevé la posibilidad de que existan tribunales de un pueblo o isla presididos por jefes locales que resuelvan cuestiones relativas al derecho consuetudinario local.

## Historia política
El gobierno y la sociedad vanuatuense tiende a dividirse entre los hablantes de francés y los hablantes de inglés. Históricamente, políticos anglófonos como Walter Lini, Donald Kalpokas y otros líderes del Vanua'aku Pati apoyaron la independencia, mientras que los líderes políticos francófonos apoyaron una asociación con los administradores coloniales, particularmente con Francia.
En vísperas de la independencia en 1980, el movimiento Nagriamel de Jimmy Stevens, en alianza con intereses privados de Francia, declaró la isla de Espíritu Santo independiente del nuevo gobierno. Tras esta declaración, Vanuatu solicitó ayuda a Papúa Nueva Guinea, cuyas fuerzas armadas restablecieron el orden en la isla. Desde entonces y hasta 1991, el Vanua'aku Pati, un partido de habla inglesa, se mantuvo en el poder.
El diciembre de 1991, tras una escisión en el Vanua'aku Pati, Maxime Carlot Korman, el líder del partido francófono Unión de Partidos Moderados (UPM), fue elegido primer ministro del país, siendo el primero en serlo de habla francesa. Para gobernar, formó una coalición con el Partido Unido Nacional (PUN), la facción escindida del Vanua'aku Pati, liderada por Walter Lini.
Tras las elecciones del 30 de noviembre de 1995, Carlot Korman fue sucedido por Serge Vohor, un líder disidente del UPM. Durante más de dos años, el control del gobierno cambió del manos en varias ocasiones por la inestabilidad de las coaliciones formadas en el parlamento. En noviembre de 1997, el presidente disolvió el parlamento. Tas las siguientes elecciones del 6 de marzo de 1998, Donald Kalpokas, el líder del Vanua'aku Pati, fue elegido primer ministro. Una moción de censura perdida llevó en noviembre de 1999 a Barak Sopé al puesto de primer ministro, el cual también sufrió una moción de censura que acabó con la elección de Edward Natapei como primer ministro en marzo de 2001. Edward Natapei fue reelegido primer ministro en las elecciones generales vanuatuenses de 2002, celebradas en mayo.
En 2004, Natapei disolvió el parlamento, y tras otras elecciones en julio, Vohor volvió a ser elegido primer ministro. Vohor fue muy criticado en el parlamento por establecer relaciones diplomáticas sin consultar al parlamento. Su consejo de ministros decidió romper dichas relaciones y, en un gesto simbólico, retirar del capitolio la bandera de la República de China. El parlamento propuso una moción de censura que resultó en la destitución de Vohor y el nombramiento de Ham Lini como nuevo primer ministro.
El marzo de 2004, el mandato del presidente John Bani finalizó, siendo sustituido por Alfred Maseng Nalo. Pronto se descubrió que Nalo era un criminal y que, en el momento de su elección, tenía una condena suspendida de dos años por complicidad, malversación y recibir dinero procedente de la venta de cacao. Si estas circunstancias se hubiesen conocido en el momento de su elección, su candidatura hubiese sido invalidada inmediatamente. SIn embargo, la comisión electoral, que investiga a los candidatos, no pudo saber de la condena de Nalo por un error en la cumplimentación del certificado de delitos de la policía. Nalo se negó a dimitir, pero el Tribunal Supremo ordenó su cese en mayo de 2004, siendo confirmada la decisión por el tribunal de Apelación. Posteriormente, Kalkot Matas Kelekele fue elegido nuevo presidente de Vanuatu.
El 2 de septiembre de 2008 se celebraron nuevas elecciones generales que resultaron en la victoria del Vanua'aku Pati y la elección, el 22 de septiembre, de Edward Natapei como nuevo primer ministro.